# Joseph Chatoyer
Joseph Chatoyer, también conocido como Satuye (Siglo XVIII – 14 de marzo de 1795), fue un jefe garífuna (caribe) quien encabezó un levantamiento contra el gobierno colonial del Reino de Gran Bretaña de la Isla de San Vicente en 1795. Asesinado el mismo año, ahora se lo considera un héroe nacional de San Vicente y las Granadinas, y también de Belice y Costa Rica. Camillo Gonsalves, Representante Permanente de San Vicente y las Granadinas en las Naciones Unidas, lo describió en 2011 como el único héroe nacional de su país.

## Historia

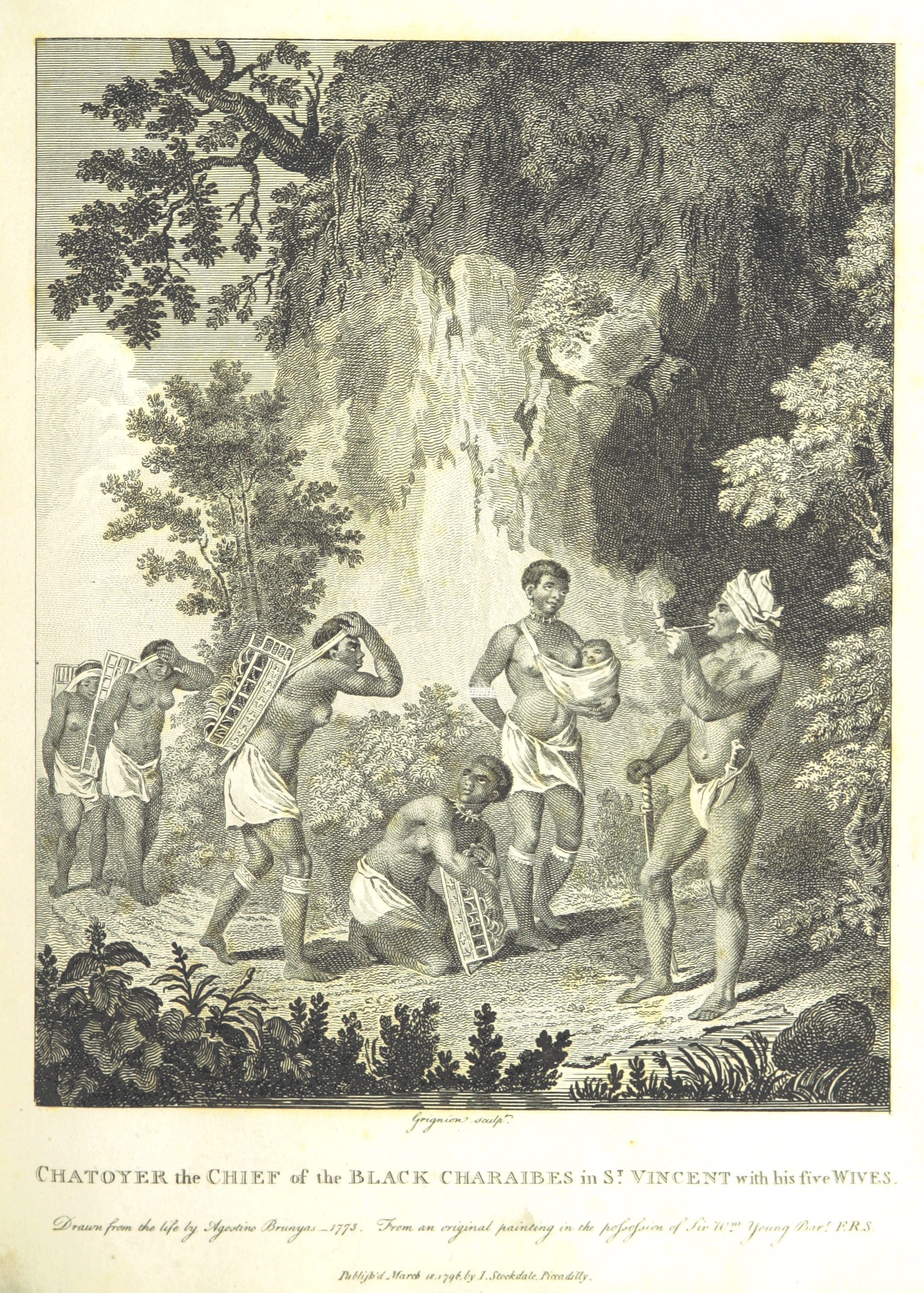
Chatoyer en San Vicente, en un grabado de 1801

En 1772, la población se rebeló. Mandada por Chatoyer, la Primera Guerra Caribe forzó a los británicos a firmar un trato con Chatoyer en 1773; fue la primera vez que los británicos firmaron un acuerdo con un grupo de personas que no eran blancos en el Caribe.
Por 1795, la población local se había dado cuenta de que los ingleses ni intención tenían de cumplir con el trato firmado 22 años antes. Se levantó de vuelta y se juntó con un grupo de radicales franceses inspirados por el idealismo de la Revolución francesa. En la Segunda Guerra Caribe, Chatoyer dividió la isla con su hermano Duvalle, quien era otro jefe. Duvalle tenía un teniente de Guadalupe con el nombre de Massoteau. Chatoyer se encontró con los franceses en Chateaubelair, y juntos se fueron a Dorsetshire Hill, desde donde lanzarían un ataque en contra de Kingstown.
El 14 de marzo un batallón de soldados británicos bajo el mando de General Ralph Abercromby, se marcharon hacia Dorsetshire Hill. Aquella misma noche el Comandante Alexander Leith mató a Chatoyer. La rebelión continuó hasta octubre de 1796 bajo el mando de Duvalle, pero la muerte de Chatoyer resultó en la huida de las fuerzas francesas y el fracaso de los rebeldes.

## Legado
Aunque Chatoyer murió antes de la deportación de sus seguidores a Roatán en Honduras, de donde se extendieron por la costa caribeña de América Central y se conocieron como pueblo garífuna, se considera a Chatoyer como un guerrero garífuna.